# Union nationale de l'Ukraine
Pour les articles homonymes, voir Union nationale.

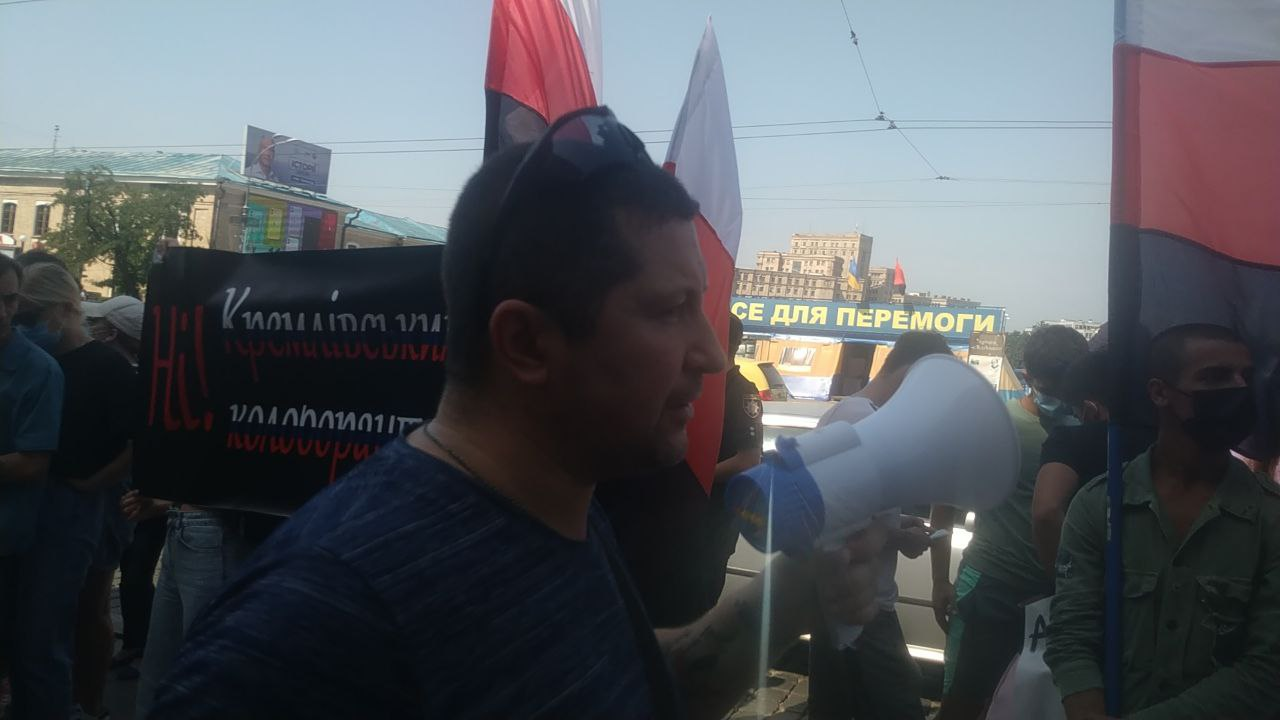
Manifestation à Kharkiv en juillet 2021.

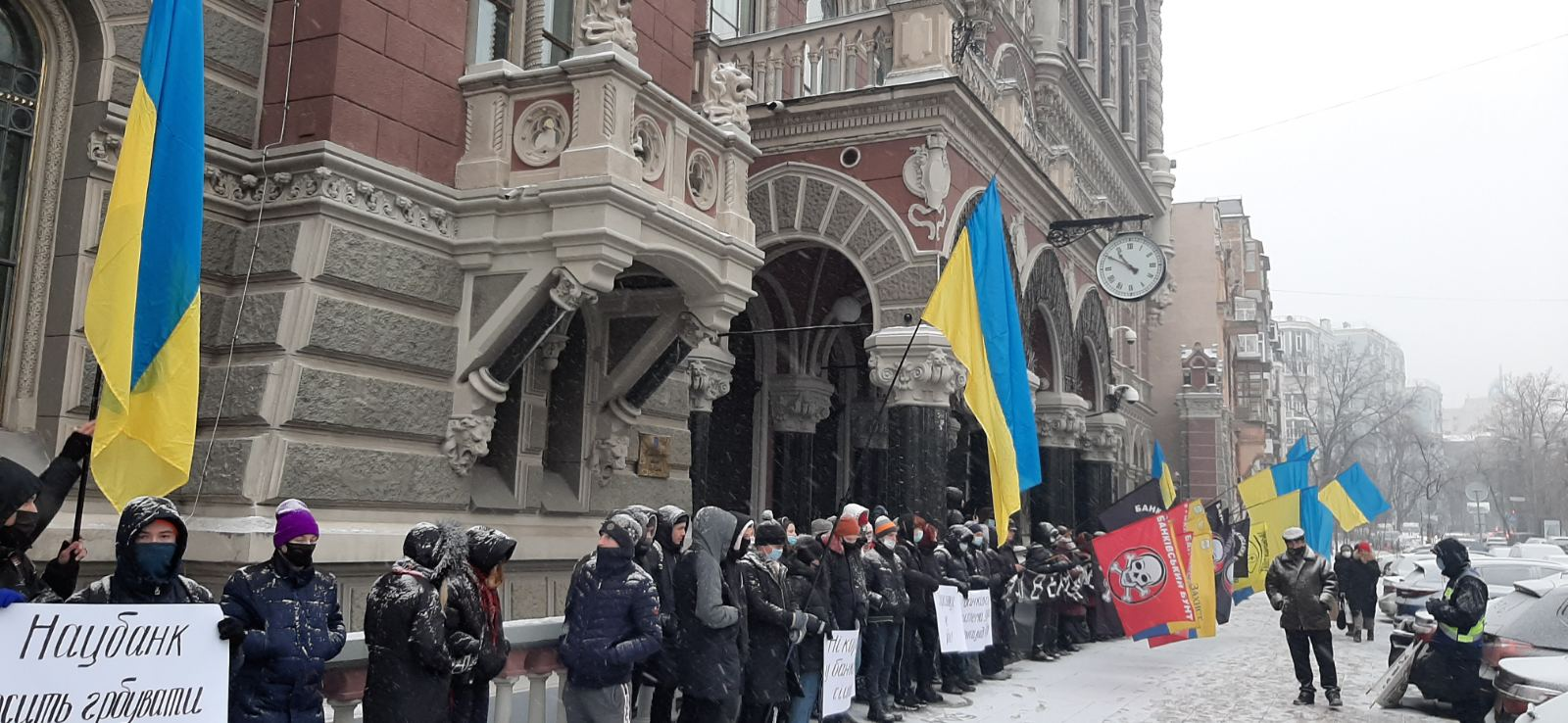
Manifestation à Kiev en janvier 2022.

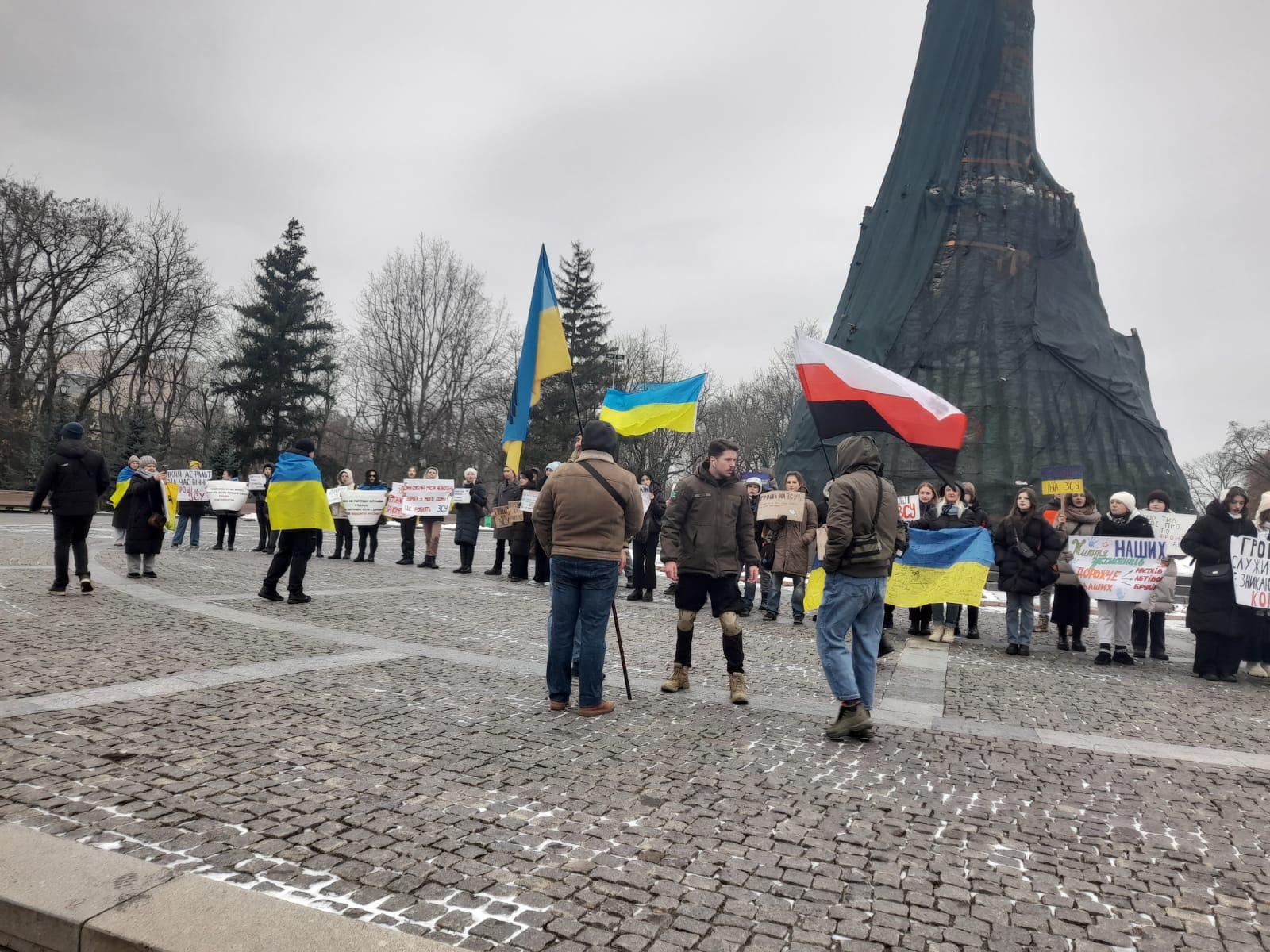
Manifestation à Kharkiv en décembre 2023.

Bannière

L'Union nationale de l'Ukraine (en ukrainien Український Національний Союз, Oukraïns'ky Natsional'ny Soïouz) est une formation politique et paramilitaire ultranationaliste ukrainienne.

## Historique
L'Union nationale de l'Ukraine est fondée en décembre 2009 par Oleh Goltvianski. Depuis avril 2012 l’organisation est dirigée par Vitali Krivocheev. Pendant toute la période de son existence, l’Union nationale de l’Ukraine conduit la lutte contre les forces séparatistes pro-russes,,,. Les militants de l’organisation prennent une part active aux événements de l'Euromaïdan,, et depuis le printemps 2014 à la guerre du Donbass en s'enrôlant dans les forces armées ou dans le cadre de la Garde nationale,. En 2014, le bataillon Petchersk se constitue principalement à partir des membres de l'organisation,,,,,. Lors de l'invasion russe de l'Ukraine, les volontaires de l'organisation combattent lors de l'offensive de l'Est,,,,,,.

## Idéologie
Les idées défendues par Union nationale de l'Ukraine se rapportent à l'indépendance de la nation ukrainienne vis-à-vis de la Russie. Le mouvement public promeut la culture ukrainienne et milite en faveur de la rupture totale des liens avec la Russie (diplomatiques, commerciaux, culturels),. En ce qui concerne les relations de l'Ukraine envers l'Union européenne ou envers l'OTAN, l'intégration n'est pas souhaitée : le projet privilégié est celui de l'Intermarium entre la mer Baltique et la mer Noire (comprenant notamment l'Ukraine, la Biélorussie, la Pologne, la Lituanie, la Lettonie, l'Estonie, la Tchéquie et la Slovaquie),. Au niveau économique, l'Union nationale de l'Ukraine prône le nationalisme et le protectionnisme,.